# Puchar Portugalii w piłce siatkowej mężczyzn (2020/2021)
Puchar Portugalii w piłce siatkowej mężczyzn 2020/2021 (port. Taça de Portugal de Voleibol Masculino 2020/2021) – 57. sezon rozgrywek o siatkarski Puchar Portugalii zorganizowany przez Portugalski Związek Piłki Siatkowej (Federação Portuguesa de Voleibol, FPV). Zainaugurowany został 14 listopada 2020 roku. Do rozgrywek zgłosiło się 26 drużyn grających w I, II  i III Divisão.
Rozgrywki składały się z fazy wstępnej, w której odbyły się mecze rundy preeliminacyjnej i dwóch rund eliminacyjnych, oraz fazy głównej obejmującej 1/8 finału i turniej finałowy. Turniej finałowy odbył się w dniach 5-7 marca 2021 roku w Pavilhão Municipal w Santo Tirso. W jego ramach rozegrano ćwierćfinały, półfinały i finał.
Po raz czwarty Puchar Portugalii zdobył klub Sporting CP, który w finale pokonał SL Benfica.

## System rozgrywek
Rozgrywki o Puchar Portugalii w sezonie 2020/2021 składają się z fazy wstępnej i fazy głównej.
W fazie wstępnej uczestniczą wszystkie zgłoszone drużyny grające w II i III Divisão. Faza wstępna składa się z rundy preeliminacyjnej oraz dwóch rund eliminacyjnych. Przed każdą rundą odbywa się losowanie, które wyłania pary meczowe. W ramach każdej pary rozgrywane jest jedno spotkanie decydujące o awansie.
Faza główna składa się z 1/8 finału oraz turnieju finałowego, w ramach którego odbywają się ćwierćfinały, półfinały i finał. Nie jest grany mecz o 3. miejsce. W 1/8 finału uczestniczą zwycięzcy drugiej rundy eliminacyjnej, drużyny z I Divisão, a także przedstawiciele regionów autonomicznych Azorów i Madery.
Przed 1/8 finału oraz turniejem finałowym odbywa się losowanie, w ramach którego wyłaniane są pary meczowe. W ramach pary meczowej we wszystkich rundach rozgrywane jest jedno spotkanie decydujące o awansie.

## Drużyny uczestniczące
| I Divisão (14 drużyn)          | I Divisão (14 drużyn) |
| ------------------------------ | --------------------- |
| AA São Mamede                  | ćwierćfinał           |
| AJ Fonte Bastardo              | półfinał              |
| Ala de Nun'Álvares de Gondomar | 1/8 finału            |
| Castêlo da Maia GC             | 1/8 finału            |
| Clube Kairós                   | eliminacje Azorów     |
| CN Ginástica                   | 1/8 finału            |
| Esmoriz GC                     | 1/8 finału            |
| Leixões SC                     | półfinał              |
| SC Caldas                      | ćwierćfinał           |
| SC Espinho                     | 1/8 finału            |
| SL Benfica                     | finał                 |
| Sporting CP                    | zwycięstwo            |
| VC Viana/Casa Peixoto          | ćwierćfinał           |
| Vitória SC                     | 1/8 finału            |

| II Divisão (11 drużyn)       | II Divisão (11 drużyn) |
| ---------------------------- | ---------------------- |
| AA Espinho                   | ćwierćfinał            |
| Centro de Voleibol de Lisboa | I runda eliminacyjna   |
| Clube Condeixa               | 1/8 finału             |
| CS Marítimo                  | 1/8 finału             |
| CV Peso da Régua             | runda preeliminacyjna  |
| Freil Gil VC                 | I runda eliminacyjna   |
| GC Santo Tirso               | runda preeliminacyjna  |
| GDC Gueifães                 | runda preeliminacyjna  |
| Lousã VC                     | runda preeliminacyjna  |
| Odivelas VC                  | runda preeliminacyjna  |
| SO Marinhense                | II runda eliminacyjna  |
| III Divisão (1 drużyna)      |                        |
| CV Oeiras                    | I runda eliminacyjna   |

## Rozgrywki

### Faza wstępna

#### Runda preeliminacyjna
| 14.11.2020 11:00 (UTC±0) | Clube Condeixa | 3:0 (25:20, 25:16, 25:15) | Odivelas VC | Pavilhão Municipal, Condeixa-a-Nova Sędziowie: Duarte Reis i Patrícia Gomes |

| 14.11.2020 11:00 (UTC±0) | AA Espinho | 3:0 (25:9, 25:11, 25:14) | Lousã VC | Pavilhão Arquitecto Jerónimo Reis, Espinho Sędziowie: Ricardo Ferreira i Manuel Santos |

| 15.11.2020 11:00 (UTC±0) | GC Santo Tirso | 2:3 (20:25, 21:25, 25:22, 26:24, 12:15) | CV Oeiras | Complexo Desportivo Comendador Manuel Calém, Santo Tirso Sędziowie: Paulo Gavina i Pedro Azinheira |

| 22.11.2020 11:00 (UTC±0) | Centro de Voleibol de Lisboa | 3:1 (25:23, 18:25, 25:17, 25:12) | GDC Gueifães | Pavilhão Municipal de Gueifães, Maia Sędziowie: Rui Pinto Santos i Hugo Oliveira |

| 14.11.2020 11:00 (UTC±0) | CV Peso da Régua | 0:3 (19:25, 13:25, 17:25) | SO Marinhense | Pavilhão Multiusos Municipal António Saraiva, Peso da Régua Sędziowie: Rui Pinto Santos |

Wolny los: Freil Gil VC

#### I runda eliminacyjna
| 01.12.2020 11:00 (UTC±0) | Clube Condeixa | 3:1 (26:24, 25:16, 22:25, 25:22) | CV Oeiras | Pavilhão Municipal, Condeixa-a-Nova Sędziowie: João Monteiro i Patrícia Gomes |

| 01.12.2020 11:00 (UTC±0) | Freil Gil VC | 2:3 (21:25, 19:25, 25:17, 25:22, 11:15) | SO Marinhense | Extensão Frei Gil, Bustos Sędziowie: Rui Pinto Santos i Manuel Santos |

| 01.12.2020 11:00 (UTC±0) | Centro de Voleibol de Lisboa | 0:3 (16:25, 17:25, 15:25) | AA Espinho | Pavilhão Municipal de Alvalade, Lizbona Sędziowie: Sofia Costa i Mafalda Bento |

#### II runda eliminacyjna
| 08.12.2020 11:00 (UTC±0) | SO Marinhense | 0:3 (17:25, 14:25, 20:25) | Clube Condeixa | Pavilhão Municipal Nery Capucho, Marinha Grande Sędziowie: Luisa Barbeiro i Pedro Pinto |

Wolny los: AA Espinho

#### Runda eliminacyjna Azorów
| 13.12.2020 14:00 (UTC±0) | AJ Fonte Bastardo | 3:0 (25:15, 25:14, 25:23) | Clube Kairós | Complexo Desportivo Vitorino Nemésio, Praia da Vitória Sędziowie: Carlos Correia i João Borba |

### Faza główna

#### 1/8 finału
| 03.02.2021 20:00 (UTC±0) | SC Espinho | 0:3 (20:25, 18:25, 17:25) | SL Benfica | Nave Desportiva de Espinho, Espinho Sędziowie: Teresa Ferreira i Rui Carvalho |

| 16.01.2021 17:00 (UTC±0) | Clube Condeixa | 0:3 (19:25, 16:25, 18:25) | VC Viana/Casa Peixoto | Pavilhão Municipal, Condeixa-a-Nova Sędziowie: Paulo Gavina i Patricía Gomes |

| 31.01.2021 16:00 (UTC±0) | AA São Mamede | 3:0 (25:18, 26:24, 25:23) | CN Ginástica | Pavilhão Municipal de Gueifães, Maia Sędziowie: Nuno Teixeira i Marco Santos |

| 14.02.2021 16:00 (UTC±0) | AA Espinho | mecz odwołany | CS Marítimo | Pavilhão Arquitecto Jerónimo Reis, Espinho |

| 10.02.2021 21:00 (UTC±0) | Ala de Nun'Álvares de Gondomar | 1:3 (25:19, 17:25, 21:25, 17:25) | SC Caldas | Pavilhão Ala Nun'Álvares, Gondomar Sędziowie: Luis Meireies i Teresa Ferreira |

| 31.01.2021 15:00 (UTC±0) | Vitória SC | 0:3 (20:25, 20:25, 20:25) | Sporting CP | Pavilhão Desportivo Unidade Vimaranense, Guimarães Sędziowie: Luis Meireles i Nuno Cunha |

| 10.02.2021 19:00 (UTC±0) | Esmoriz GC | 1:3 (25:23, 20:25, 22:25, 16:25) | AJ Fonte Bastardo | Pavilhão do Esmoriz GC, Esmoriz Sędziowie: Vitor Gonçalves i Rui Pinto Santos |

| 31.01.2021 16:00 (UTC±0) | Castêlo da Maia GC | 1:3 (26:28, 25:27, 25:22, 18:25) | Leixões SC | Pavilhão do Castêlo da Maia GC, Maia Sędziowie: José Caramez i Rui Pinto Santos |

#### Ćwierćfinały
| 05.03.2021 18:30 (UTC±0) | AA São Mamede | 0:3 (14:25, 15:25, 15:25) | SL Benfica | Ginásio Clube de Santo Tirso, Santo Tirso Sędziowie: Helder Lainho i Daniel Silva |

| 05.03.2021 21:00 (UTC±0) | SC Caldas | 0:3 (9:25, 20:25, 24:26) | AJ Fonte Bastardo | Ginásio Clube de Santo Tirso, Santo Tirso Sędziowie: Nuno Teixeira i Rui Oliveira |

| 05.03.2021 18:30 (UTC±0) | VC Viana/Casa Peixoto | 0:3 (19:25, 18:25, 19:25) | Leixões SC | Pavilhão Municipal, Santo Tirso Sędziowie: Luis Meireles i Hugo Oliveira |

| 05.03.2021 21:00 (UTC±0) | AA Espinho | 0:3 (22:25, 15:25, 11:25) | Sporting CP | Pavilhão Municipal, Santo Tirso Sędziowie: Raquel Portela i Paulo Gavina |

#### Półfinały
| 06.03.2021 15:00 (UTC±0) | Leixões SC | 0:3 (11:25, 18:25, 18:25) | Sporting CP | Pavilhão Municipal, Santo Tirso Sędziowie: José Caramez i Ricardo Miranda |

| 06.03.2021 18:00 (UTC±0) | SL Benfica | 3:1 (27:25, 25:17, 22:25, 25:15) | AJ Fonte Bastardo | Pavilhão Municipal, Santo Tirso Sędziowie: Ricardo Ferreira i Teresa Ferreira |

#### Finał
| 07.03.2021 16:00 (UTC±0) | Sporting CP | 3:1 (29:27, 25:22, 16:25, 28:26) | SL Benfica | Pavilhão Municipal, Santo Tirso Sędziowie: Vitor Gonçalves i Pedro Pinto |